# Гальвани, Лючия Галеацци
Лючия Галеацци Гальвани (итал. Lucia Galeazzi Galvani, Болонья, 3 июня 1743 — 1788) — итальянский учёный.

## Биография
Дочь анатома Доменико Гусмано и Паолы Мини. В 1762 году она вышла замуж за врача Луиджи Гальвани, профессора Болонского университета с 1775 года. В 1772 году супруги переехали в собственный дом, где Луиджи создал лабораторию по изучению анатомических рефлексов животных.
Лючия активно помогала в экспериментах по изучению воздействия электричества на отрезанные лапки лягушек. Она первая обратила внимание, что в момент проскакивания искры между шарами электрофорной машины между препарируемой лягушкой и скальпелем тоже образуется искра, и происходит сокращение лапки лягушки. Пара также сотрудничала с Антонио Муцци. Галеацци Гальвани также ассистировала мужу в качестве хирурга и акушера и редактировала медицинские тексты мужа.
Умерла от астмы в 1788 году.